# Кудрявцева-Енгалычева, Вера Дмитриевна
Ве́ра Дми́триевна Кудря́вцева-Енгалы́чева (род. 16 октября 1946) — советская и российская художница-постановщица мультипликационного кино. Заслуженный художник Российской Федерации (2003).

## Биография
Училась в МСХШ (с 1959 по 1966 год), во ВГИКе (с 1966 по 1972 год). С 1972 года – на киностудии «Союзмультфильм» сначала как ассистентка художника, а с 1974-го – художница-постановщица рисованных фильмов (работала преимущественно с режиссёром Леонидом Носыревым).
Автор-иллюстратор и дизайнер в издательствах «Малыш», «Детская литература» и других.

## Награды
В 1978 году на XI Всесоюзном кинофестивале в Ереване — приз «За лучшее изобразительное решение национальной сказки» за фильм «Не любо — не слушай». Награждена Серебряной медалью Российской академии художеств «За яркое решение северной национальной темы» (за эскизы к фильмам по сказам Степана Писахова и Бориса Шергина).
Приказом Министерства культуры Российской Федерации от 7 сентября 2012 года «Об объявлении благодарности» награждена Благодарностью Министерства культуры Российской Федерации.

## Фильмография

### Художница-постановщица
- 1974 — Вершки и корешки
- 1976 — Чуридило
- 1977 — Не любо — не слушай
- 1978 — Дождь
- 1979 — Волшебное кольцо
- 1983 — Жил у бабушки козёл
- 1986 — Архангельские новеллы
- 1987 — Смех и горе у Бела моря
- 1987 — Поморская быль
- 1987 — Вечные льды
- 1991 — Mister Пронька
- 1992 — Ой, ребята, та-ра-ра!
- 1994 — Фантазёры из деревни Угоры
- 2003 — Пинежский Пушкин

### Ассистентка художника
- 1972 — Рассказы старого моряка. Антарктида
- 1973 — Щелкунчик
- 1973 — В мире басен
- 1975 — Комаров
- 1981 — Тигрёнок на подсолнухе

## Выставки
- 7 февраля 2008 года — групповая выставка «Мой Пушкин», приуроченная к очередной годовщине гибели поэта.[4]
- 1 марта 2010 года — групповая выставка «Творческая кухня», приуроченная к 20-летию Творческого объединения художниц «Ирида».[5]
- 27 апреля 2011 года — к 75-летию киностудии «Союзмультфильм» выставка "СОЮЗ-МУЛЬТ-ШЕДЕВРЫ".[6]
- 19 ноября 2011 года — литературно-художественная выставка работ Веры Кудрявцевой и Павла Носырева по мотивам произведений Бориса Шергина и Степана Писахова.[7]
- 28 июля 2013 года — выставка, посвящённая 120 летию со дня рождения русского писателя Бориса Викторовича Шергина.[8]